# Project 86
Project 86 é uma banda cristã de metal alternativo dos Estados Unidos formada no Condado de Orange em 1996. A banda já dividiu o palco com bandas como P.O.D. e Blindside no Warrious Tour.

## História
O primeiro trabalho realizado pela banda foi uma demo de três canções: "Rebuttal", "Run" e "Independence?", gravada em 1995. Três anos mais tarde gravam seu primeiro e homônimo álbum pela gravadora BEC Records, que foi bem aceito, vendendo trinta mil cópias. Esse álbum combina hip hop com hardcore, podendo ser considerado rapcore; isso coloca a banda no mesmo contexto de contemporâneas como Rage Against the Machine, Korn o Deftones.
Logo no ano 2000, já na gravadora Tooth and Nail Records, a banda grava o álbum favorito do vocalista Andrew Schwab. Drawing Black Lines, que vendeu cem mil cópias, com um estilo hardcore mais "clássico" e uma participação maior dos vocais de apoio.
Em 2002 chega Truthless Heroes pela Atlantic Records (mesma gravadora de artistas cristãos como P.O.D. e Blindside). Produzido por Matt Hyde (Slayer e Monster Magnet) e masterizado por Sean Beavan (Marilyn Manson e Nine Inch Nails), o álbum é mais narrativo, com um formato de novela dramática, que inclusive inclui um quadro de comerciais. Musicalmente, Truthless Heroes é pesado, mas sensível em certa forma que seu antecessor, com influências de bandas dos anos 1980.
Em 2003 chega o esperado quarto álbum, Songs to Burn Your Bridges By, que flui primeiramente independente. No ano seguinte a banda assina um contrato com a Tooth and Nail Records e regrava o mesmo álbum remasterizado com novas canções e uma capa, muito mais simbólica que a anterior (de produção independente).
Em 2005 o Project 86 lança seu álbum ...And The Rest Will Follow, este CD foi muito esperado pois os fãs esperavam ver a continuação do Vídeo Clipe The Spy Hunter, pois ele iria ter uma continuação com este novo álbum.
Em 2007 se tem a noticia de que Alex Albert (baterista da banda) sai e vai para banda Crash Rickshaw, mas a banda não desiste e lança seu mais novo álbum "Rival Factions".
Que em 2007 já faz uma tour da gravadora Tooth And Nail Records pelo Estados Unidos com outras bandas da mesma gravadora.

## Estilo
Nos seus primeiros anos a banda tocava Rapcore com influencias do Hardcore, com o tempo foi intitulada de Post-Hardcore por ser um estilo alternativo ao Hardcore, e nos seus últimos CDs  a banda mistura o Hardcore com o Hard Rock que pode se comparada a uma banda de Nu Metal.

## Integrantes

### Formação atual
- Andrew Schwab - vocal
- Randy Torres - guitarra, piano e vocal de apoio
- Steven Dail - baixo, guitarra e vocal de apoio

### Ex-integrantes
- Jason Gerken - bateria
- Alex Albert - bateria (Crash Rickshaw)
- Ethan Luck - batería, baixo (Demon Hunter)
- Cory Edelman - guitarra (No Innocent Victim)

## Discografia

### Álbuns
- Project 86 (1998)
- Drawing Black Lines (2000)
- Truthless Heroes (2002)
- Songs to Burn Your Bridges By (2003, relançado em 2004)
- ...And the Rest Will Follow (2005)
- Rival Factions (2007)
- The Kane Mutiny EP (2007)
- This Time of Year EP (2008)
- Picket Fence Cartel (2009)

### Singles
- "Pipe Dream" (do álbum Project 86)
- "One-Armed Man" (do álbum Drawing Black Lines)
- "Caught in the Middle" (do álbum Truthless Heroes)
- "Breakdown In 3/4" (do álbum Songs to Burn Your Bridges By)
- "The Spy Hunter" (do álbum Songs to Burn Your Bridges By)
- "My Will Be A Dead Man" (do álbum ...And The Rest Will Follow)
- "Evil (A Chorus of Resistance)" (do álbum Rival Factions)